# سیارک ۸۰۷۱
سیارک ۸۰۷۱ (به انگلیسی: 8071 Simonelli، نامگذاری:1981GO) هشت هزار و هفتاد و یکمین سیارک کشف شده‌است که در ۵ آوریل ۱۹۸۱ کشف شد.
قدر مطلق سیارک برابر ۱۴٫۰۰ است.